# Deutschland sucht den Superstar/Staffel 22
Die 22. Staffel der deutschen Gesangs-Castingshow Deutschland sucht den Superstar soll ab „Frühjahr“ 2026 im Programm des Fernsehsenders RTL ausgestrahlt werden.

## Jury
In der Jury wird erneut Dieter Bohlen sitzen; ebenfalls dabei werden Bushido und Isi Glück sein.

## Ablauf
Die geplanten Casting-Folgen sollen ab Frühjahr 2026 ausgestrahlt werden.